# Ellie Kendrick

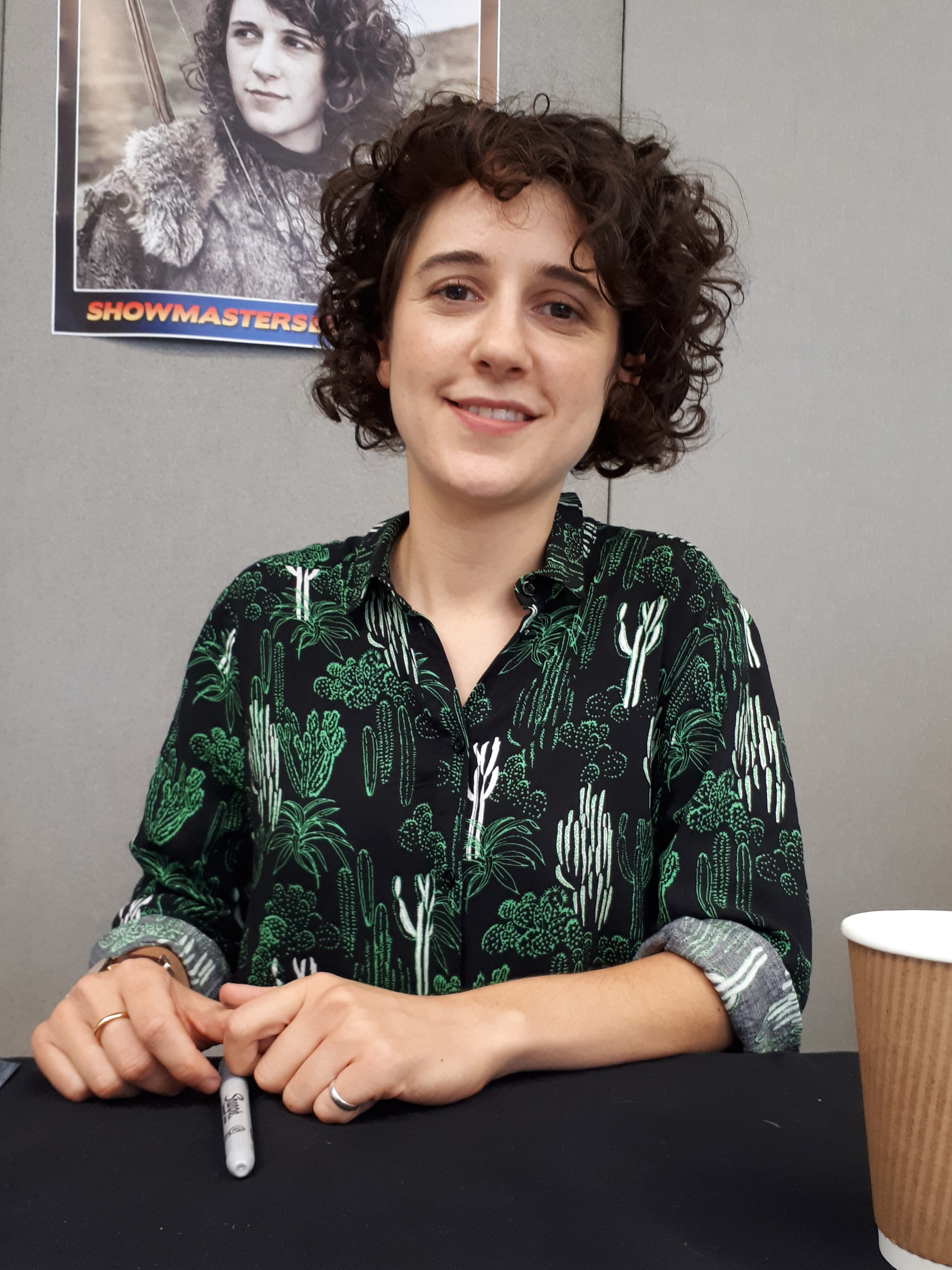
Ellie Kendrick (2018)

Ellie Kendrick (* 6. Juni 1990 in London, England, eigentlich Eleanor Lucy V. Kendrick) ist eine britische Schauspielerin.

## Leben
Ellie Kendrick wurde im Juni 1990 in der britischen Hauptstadt London geboren. Ihren ersten Schauspielauftritt im Fernsehen hatte sie bereits im Alter von 14 Jahren als junge Greta in der Fernsehserie Waking the Dead – Im Auftrag der Toten. Kurz nach ihrem Schulabschluss an der Benenden School in Kent spielte sie die Hauptrolle der Anne Frank in der Miniserie The Diary of Anne Frank. 2012 und 2013 war sie als Allison in zwei Folgen der britischen Fernsehserie Being Human zu sehen. Im Jahr 2013 stellte sie in fünf Folgen von Misfits Helen dar. Direkt nach ihrem Abschluss in englischer Literatur an der University of Cambridge im Jahr 2013 bekam sie die Rolle der Meera Reed in der Dramaserie Game of Thrones.
Neben ihren Auftritten in Film und Fernsehen ist Ellie Kendrick in verschiedenen Theaterproduktionen zu sehen. Sie trat unter anderem in Prison Pest, The Low Road und In the Republic of Happiness im Royal Court Theatre auf. Außerdem war sie im Theaterstück Romeo und Julia im Globe Theatre zu sehen.

## Filmografie
- 2004: Waking the Dead – Im Auftrag der Toten (Waking the Dead, Fernsehserie, Episode 4x10)
- 2004: Doctors (Fernsehserie, Episode 6x48)
- 2006: Heißer Verdacht: Das Finale (The Final Act, Fernsehfilm)
- 2007: Lewis – Der Oxford Krimi (Lewis, Fernsehserie, Episode 1x01)
- 2009: The Diary of Anne Frank (Fernsehserie, Episode 1x01–1x05)
- 2009: An Education
- 2010: Rückkehr ins Haus am Eaton Place (Upstairs Downstairs, Fernsehserie, Episode 1x01–1x03)
- 2012: Cheerful Weather for the Wedding
- 2012–2013: Being Human (Fernsehserie, 2 Episoden)
- 2013: Chickens (Fernsehserie, Episode 1x04)
- 2013: Misfits (Fernsehserie, Episode 5x04–5x08)
- 2013–2017: Game of Thrones (Fernsehserie, 16 Episoden)
- 2016: The Levelling
- 2020: McDonald & Dodds (Fernsehserie, 1 Folge)
- 2023: Bonus Track